# Xenosciomyza turbotti
Xenosciomyza turbotti är en tvåvingeart som beskrevs av Harrison 1955. Xenosciomyza turbotti ingår i släktet Xenosciomyza och familjen Helosciomyzidae. Inga underarter finns listade i Catalogue of Life.